# Orimarga (Orimarga) toala
Orimarga (Orimarga) toala is een tweevleugelige uit de familie steltmuggen (Limoniidae). De soort komt voor in het Oriëntaals gebied.